# ميشيل تشونغ
ميشيل تشونغ (بالصينية: 莊米雪؛ بالإنجليزية: Michelle Chong) هي مخرجة سنغافورية، ولدت في 22 أبريل 1977.

## وصلات خارجية
- ميشيل تشونغ على موقع IMDb (الإنجليزية)
- ميشيل تشونغ على موقع أول موفي (الإنجليزية)
- ميشيل تشونغ على موقع قاعدة بيانات الفيلم (الإنجليزية)
- ميشيل تشونغ على موقع كينوبويسك (الروسية)